# Krzysztof Kołomański
Krzysztof Marek Kołomański (* 16. srpna 1973 Opoczno) je bývalý polský vodní slalomář, kanoista závodící v kategorii C2. Jeho partnerem v lodi byl Michał Staniszewski.
V roce 1995 vyhrál mistrovství světa, o čtyři roky později získal světové stříbro. Z evropských šampionátů si odvezl dvě bronzové medaile (1996 a 2000) z individuálních závodů C2 a jednu stříbrnou medaili ze závodu hlídek (1996). Třikrát startoval na letních olympijských hrách, v Barceloně 1992 skončil na 10. místě, v Atlantě 1996 byl sedmý a v Sydney 2000 získal stříbrnou medaili.